# Xeyes

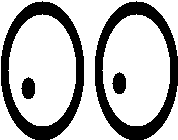
xeyes

xeyes ist ein grafisches Computerprogramm, welches auf dem Bildschirm zwei Kulleraugen darstellt, die den Bewegungen des Mauszeigers folgen, als ob sie diesen beobachteten. Der Handbuchseite des X Window Systems zufolge wurde das Programm ursprünglich 1988 von Jeremy Huxtable für das NeWS-System geschrieben und auf der SIGGRAPH-Konferenz präsentiert. Es wurde daraufhin von Keith Packard nach X11 portiert. Seine Popularität verdankt es der Tatsache, dass es in vielen Installationen beim Start der grafischen Benutzeroberfläche automatisch ausgeführt wird.
Viele ähnliche Programme wurden für X und andere Systeme, wie Windows und Java entwickelt.
Die Handbuchseite von xeyes behauptet gewöhnlich scherzhaft, dass das Programm die Aktivitäten der User einem nicht näher bestimmten „Boss“ berichte.